# Sophronica longiscapus
Sophronica longiscapus är en skalbaggsart som beskrevs av Stefan von Breuning 1943. Sophronica longiscapus ingår i släktet Sophronica och familjen långhorningar. Inga underarter finns listade i Catalogue of Life.